# ليمريك
ليمريك هي مدينة من مدن جمهورية أيرلندا. يبلغ عدد سكانها 95854 نسمة وذلك حسب إحصائيات سنة 2011. وهي ثالث أكبر مدينة من ناحية عدد السكان في الدولة. ويبلغ ارتفاع المدينة عن سطح البحر قرابة 10 متر.

## توأمة
لليمريك اتفاقيات توأمة مع كل من:
- كامبار
- كلوبنبورغ
- سبوكين (1990 - )
- نيو برونزويك

## أعلام
- بادي لان
- باتريك كينيدي
- جون ثاير
- ستيف فينان
- ريتشارد هاريس
- إليزابيث أنسكوم

## وصلات خارجية
- الموقع الرسمي